# هيئة سلامة المنشآت النووية التابعة للدفاع

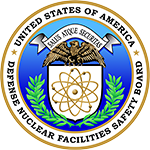
شعار هيئة سلامة المنشآت النووية الدفاعية

هيئة سلامة المنشآت النووية التابعة للدفاع هي وكالة مستقلة تابعة لحكومة الولايات المتحدة ومقرها واشنطن العاصمة.

## التأسيس
تأسست في عام 1988 ، وتشرف على مجمع الأسلحة النووية الذي تديره وزارة الطاقة الأمريكية.

## نبذة
هي هيئة مستقلة عن وزارة الطاقة. إن أهم قوة لدى هيئة سلامة المنشآت النووية التابعة للدفاع هي قدرتها على تقديم توصيات إلى وزير الطاقة.